# Премія «Сезар» за найкращий короткометражний фільм
Премія «Сезар» за найкращий короткометражний фільм (фр. César du meilleur film de court métrage) — одна з основних нагород Академії мистецтв та технологій кінематографа Франції у рамках національної кінопремії «Сезар», яку присуджуєтьсяють починаючи з 17-ї церемонії у 1992 році. З 1977 по 1991 роки включно премію за короткометражний фільм присуджували окремо у категоріях за найкращий короткометражний ігровий фільм (фр. César du meilleur court métrage de fiction), за найкращий короткометражний документальний фільм (фр. César du meilleur court métrage documentaire) та за найкращий короткометражний анімаційний фільм (фр. César du meilleur court métrage d'animation) (поновлено з 2014-го).

## Лауреати та номінанти
Імена переможців виділено окремим кольором та жирним шрифтом

### 1990-і
| Церемонія    | Фільм (українська назва)                    | Оригінальна назва                               | Режисер(и)                        |
| ------------ | ------------------------------------------- | ----------------------------------------------- | --------------------------------- |
| 17-та (1992) | • 25 грудня 58-го, 10 година 36 хвилин      | 25 décembre 58, 10h36                           | Діана Бертран                     |
| 17-та (1992) | • Країна високих снігів                     | Haut pays des neiges                            | Бернард Паласіос                  |
| 17-та (1992) | • Герман Гайнцель, орнітолог                | Herman Heinzel, ornithologue                    | Жак Міч                           |
| 17-та (1992) | • Сага про розчини                          | La Saga des Glaises                             | Давид Ферре та Олів'є Тері-Лапіне |
| 18-та (1993) | • Версаль, лівий берег                      | Versailles Rive-Gauche                          | Бруно Подалідес                   |
| 18-та (1993) | • Хаммам                                    | Hammam                                          | Флоранс Міель                     |
| 18-та (1993) | • Двірник                                   | Le Balayeur                                     | Серж Еліссальд                    |
| 18-та (1993) | • Омнібус                                   | Omnibus                                         | Сем Карманн                       |
| 19-та (1994) | •                                           | Gueule d'atmosphère                             | Олів'є Перей                      |
| 19-та (1994) | • Як діють люди                             | Comment font les gens                           | Паскаль Байї                      |
| 19-та (1994) | • Сліди                                     | Empreintes                                      | Каміль Ґішар                      |
| 19-та (1994) | • Екс-пам'яті                               | Ex-memoriam                                     | Beriou                            |
| 20-та (1995) | • Скнара                                    | La Vis                                          | Дідьє Фламан                      |
| 20-та (1995) | • Несподіваний порятунок                    | Deus ex machina                                 | Венсан Майран                     |
| 20-та (1995) | • Вони                                      | Elles                                           | Джоанна Квінн                     |
| 20-та (1995) | • Емілія Мюллер                             | Émilie Muller                                   | Івон Марсіано                     |
| 21-ша (1996) | • Чернець і риба                            | Le Moine et le poisson                          | Майкл Дадок де Віт                |
| 21-ша (1996) | • Гарячі органи                             | Corps inflammables                              | Жак Майо                          |
| 21-ша (1996) | • Автобус                                   | Le Bus                                          | Жан-Люк Ґаже                      |
| 21-ша (1996) | • Роланд                                    | Roland                                          | Люсьєн Діра                       |
| 22-га (1997) | • Мадам Жак на набережній Круазетт          | Mme Jacques sur la croisette                    | Еммануель Фінкель                 |
| 22-га (1997) | • Діалоги на вершині                        | Dialogue au sommet                              | Ксав'є Джаннолі                   |
| 22-га (1997) | • Таксі Аозу                                | Un taxi Aouzou                                  | Ісса Серж Коело                   |
| 22-га (1997) | • Літня сукня                               | Une robe d'été                                  | Франсуа Озон                      |
| 22-га (1997) | • Візит                                     | Une visite                                      | Філіп Гаррель                     |
| 23-тя (1998) | • Мажоретки у космосі                       | Des majorettes dans l'espace                    | Давид Фурьє                       |
| 23-тя (1998) | •                                           | Ferrailles                                      | Лоран Пуваре                      |
| 23-тя (1998) | • Сеул                                      | Seule                                           | Ерік Зонка                        |
| 23-тя (1998) | • Все повинно зникнути                      | Tout doit disparaître                           | Жан-Марк Муту                     |
| 23-тя (1998) | • Стара дама та голуби                      | La Vieille Dame et les Pigeons                  | Сільван Шоме                      |
| 24-та (1999) | • Інтерв'ю                                  | L'Interview                                     | Ксав'є Джаннолі                   |
| 24-та (1999) | • Стара застава                             | La Vieille Barrière                             | Льєс Букітін                      |
| 24-та (1999) | • Прищіпки                                  | Les Pinces à linge                              | Жоель Брісс                       |
| 24-та (1999) | • Рибка-убивця                              | Tueurs de petits poissons                       | Александр Гаврас                  |
| 24-та (1999) | • Корова, яка хотіла стрибнути через церкву | La Vache qui voulait sauter par dessus l'église | Гійом Кассе                       |
| 25-та (2000) | •                                           | Sale Battars                                    | Дельфін Ґлейз                     |
| 25-та (2000) | • У тіні великих баобабів                   | À l'ombre des grands baobabs                    | Ремі Тамале                       |
| 25-та (2000) | •                                           | Acide animé                                     | Гійом Брео                        |
| 25-та (2000) | • Божевільний кемпінг                       | Camping sauvage                                 | Кадер Аун та Джордано Ґедерліні   |
| 25-та (2000) | •                                           | 17, rue Bleue                                   | Чад Ченуґа                        |

### 2000-і
| Церемонія    | Фільм (українська назва)           | Оригінальна назва              | Режисер(и)                    |
| ------------ | ---------------------------------- | ------------------------------ | ----------------------------- |
| 26-та (2001) | • Салям                            | Salam                          | Суад Ель-Бухаті               |
| 26-та (2001) | • Маленька святкова атмосфера      | Un petit air de fête           | Ерік Ґірадо                   |
| 26-та (2001) | • На краю Землі                    | Au bout du monde               | Константин Бронзіт            |
| 26-та (2001) | • Криниця                          | Le Puits                       | Жером Бульбе                  |
| 27-ма (2002) | • У першу неділю серпня            | Au premier dimanche d'août     | Флоранс Міель                 |
| 27-ма (2002) | • Шматочки моєї дружини            | Des morceaux de ma femme       | Фрідерік Пелле                |
| 27-ма (2002) | •                                  | Les Filles du douze            | Паскаль Бретон                |
| 27-ма (2002) | •                                  | Millevaches (expérience)       | П'єр Вінор                    |
| 27-ма (2002) | •                                  | La Pomme, la Figue et l'Amande | Жоель Брісс                   |
| 28-ма (2003) | • Коров'яча шкура                  | Peau de vache                  | Жераль Юсташ-Матьє            |
| 28-ма (2003) | • Кандидатура                      | Candidature                    | Еммануель Бурдьє              |
| 28-ма (2003) | • Стара мрія, що йде геть          | Ce vieux rêve qui bouge        | Ален Ґіроді                   |
| 28-ма (2003) | • Сквош                            | Squash                         | Ліонель Байю                  |
| 29-та (2004) | • Людина без голови                | L'Homme sans tête              | Хуан Соланас                  |
| 29-та (2004) | • Андалузька кішка                 | La Chatte andalouse            | Жераль Юсташ-Матьє            |
| 29-та (2004) | • Мабуть, я почекаю наступного     | J'attendrai le suivant         | Філіп Орренді                 |
| 29-та (2004) | • Сміття                           | Pacotille                      | Ерік Жамо                     |
| 30-та (2005) | • Кузени                           | Cousines                       | Льє Салем                     |
| 30-та (2005) | • Гімн газелі                      | Hymne à la gazelle             | Стефані Дювів'є               |
| 30-та (2005) | • Метод Буршнікова                 | La méthode Bourchnikov         | Ґрегуар Сіван                 |
| 30-та (2005) | • Паралелі                         | Les Parallèles                 | Ніколас Саада                 |
| 31-ша (2006) | • Після гоління                    | After Shave                    | Гані Тамбі                    |
| 31-ша (2006) | • Страх, маленький мисливець       | La Peur, petit chasseur        | Лорен Ашар                    |
| 31-ша (2006) | • Обрас                            | Obras                          | Гендрік Дюссольє              |
| 31-ша (2006) | • Під синім                        | Sous le bleu                   | Давид Ельгоффен               |
| 32-га (2007) | • Хороших снів                     | Fais de beaux rêves            | Мерилін Канто                 |
| 32-га (2007) | • Цукерка з перцем                 | Bonbon au poivre               | Марк Фітуссі                  |
| 32-га (2007) | • Урок гри на гітарі               | La Leçon de guitare            | Мартін Ріт                    |
| 32-га (2007) | • Le Mammouth Pobalski             | Le Mammouth Pobalski           | Жак Міч                       |
| 32-га (2007) | • Жалюзі                           | Les Volets                     | Льєс Букітін                  |
| 33-тя (2008) | • Моцарт серед кишенькових злодіїв | Le Mozart des pickpockets      | Філіп Поле-Віллар             |
| 33-тя (2008) | • Девенеті                         | Deweneti                       | Діана Ґайє                    |
| 33-тя (2008) | • Перша поїздка                    | Premier Voyage                 | Ґреґуар Сіван                 |
| 33-тя (2008) | • Прогулянка                       | La Promenade                   | Марина де Ван                 |
| 33-тя (2008) | • Рашель                           | Rachel                         | Фрідерік Мерму                |
| 34-та (2009) | • Крихти                           | Les Miettes                    | П'єр Піно                     |
| 34-та (2009) | • Втрачений рай                    | Les Paradis perdus             | Ельє Сістерн                  |
| 34-та (2009) | • Розкол                           | Skhizein                       | Жеремі Клапін                 |
| 34-та (2009) | • Таксі Вала                       | Taxi Wala                      | Лола Фредерік                 |
| 34-та (2009) | • Особливий урок                   | Une leçon particulière         | Рафаель Шевенман              |
| 35-та (2010) | • Дівчаткам безкоштовно            | C'est gratuit pour les filles  | Клер Бюрґер та Марі Амашукелі |
| 35-та (2010) | • Де Кім Бейсінґер?                | ¿Dónde está Kim Basinger?      | Едуард Делюк                  |
| 35-та (2010) | • Причина іншої                    | La Raison de l'autre           | Фуед Мансур                   |
| 35-та (2010) | • Сімейна рада                     | Séance familiale               | Чен Чуй Куо                   |
| 35-та (2010) | • Вільям раз, Вільям два           | Les Williams                   | Елбан Менш                    |

### 2010-і
| Церемонія    | Фільм (українська назва)          | Оригінальна назва                   | Режисер(и)                                     |
| ------------ | --------------------------------- | ----------------------------------- | ---------------------------------------------- |
| 36-та (2011) | • Логорама                        | Logorama                            | H5 (Франсуа Ало, Ерве де Кресі, Людовік Уплен) |
| 36-та (2011) | • Маленький кравець               | Petit Tailleur                      | Луї Гаррель                                    |
| 36-та (2011) | • Шльондра і курча                | Une pute et un poussin              | Клеман Мішель                                  |
| 36-та (2011) | • Месьє абат                      | Monsieur l'Abbé                     | Бландін Ленуар                                 |
| 36-та (2011) | • Громадський транспорт           | Un transport en commun              | Діана Ґайє                                     |
| 37-ма (2012) | • Настроювач                      | L'Accordeur                         | Олів'є Тренер                                  |
| 37-ма (2012) | • Франція, що встає рано          | La France qui se lève tôt           | Гуго Шенар                                     |
| 37-ма (2012) | • Я могла бути путаною            | J'aurais pu être une pute           | Байя Касмі                                     |
| 37-ма (2012) | • Я могла би бути твоєю бабусею   | Je pourrais être votre grand-mère   | Бернар Танґі                                   |
| 37-ма (2012) | • Світ без жінок                  | Un monde sans femmes                | Ґійом Брак                                     |
| 38-ма (2013) | • Крик омара                      | Le Cri du homard                    | Ніколас Ґіо                                    |
| 38-ма (2013) | • Це не фільм про ковбоїв         | Ce n'est pas un film de cow-boys    | Бенжамін Парент                                |
| 38-ма (2013) | • Що залишиться від нас           | Ce qu'il restera de nous            | Венсан Макень                                  |
| 38-ма (2013) | • Пакети                          | Les Meutes                          | Мануель Шапіра                                 |
| 38-ма (2013) | • Паризьке життя                  | La Vie parisienne                   | Венсан Дітші                                   |
| 39-та (2014) | • Перш ніж втратити усе           | Avant que de tout perdre            | Ксав'є Легран                                  |
| 39-та (2014) | • Бембі                           | Bambi                               | Себастьєн Ліфшиць                              |
| 39-та (2014) | • Втеча                           | La Fugue                            | Жан-Бернар Марлін                              |
| 39-та (2014) | • Ящірки                          | Les Lézards                         | Вінсент Меріетт                                |
| 39-та (2014) | • Нічний Марсель                  | Marseille la nuit                   | Марі Монж                                      |
| 40-ва (2015) | • Жінка з Ріо                     | La Femme de Rio                     | Емма Лукіні та Ніколас Рей                     |
| 40-ва (2015) | • Аїсса                           | Aïssa                               | Клеман Трехін-Лаланн                           |
| 40-ва (2015) | •                                 | Inupiluk                            | Себастьєн Бетбедер                             |
| 40-ва (2015) | • Днів до                         | Les Jours d'avant                   | Карім Мусаві                                   |
| 40-ва (2015) | • Моє почуття скромності          | Où je mets ma pudeur                | Себастьєн Байлі                                |
| 40-ва (2015) | • Поїздка до Панами               | La Virée à Paname                   | Карін Мей та Хакім Зухані                      |
| 41-ша (2016) | • Бокова алея                     | La Contre-allée                     | Сесіль Дюкрок                                  |
| 41-ша (2016) | • Останній із справжніх французів | Le Dernier des Céfrans              | П'єр-Еммануель Уркан                           |
| 41-ша (2016) | • Спробуй померти молодим         | Essaie de mourir jeune              | Морган Сімон                                   |
| 41-ша (2016) | • Гі Моке                         | Guy Môquet                          | Демі Еренгер                                   |
| 41-ша (2016) | • Мій герой                       | Mon héros                           | Сільван Деклюз                                 |
| 42-га (2017) | • Мам(и)а                         | Maman(s)                            | Маймуна Дукуре                                 |
| 42-га (2017) | • За Сюзанною                     | Après Suzanne                       | Фелікс Моаті                                   |
| 42-га (2017) | • Королівське полювання           | Chasse royale                       | Ліз Акока, Роман Гері                          |
| 42-га (2017) | • Ніжність                        | Vers la tendresse                   | Аліс Діоп                                      |
| 42-га (2017) | • У шумі дзвіночків               | Au bruit des clochettes             | Шабнейм Зар'яб                                 |
| 43-тя (2018) | •                                 | Les Bigorneaux                      | Аліс Віаль                                     |
| 43-тя (2018) | • Знедолені                       | Les Misérables                      | Ладж Лі                                        |
| 43-тя (2018) | • Марлон                          | Marlon                              | Джессіка Палю                                  |
| 43-тя (2018) | • Стоячи в Кіншасі!               | Debout Kinshasa!                    | Себастьєн Метр                                 |
| 43-тя (2018) | •                                 | Le Bleu, blanc rouge de mes cheveux | Жоза Анжембі                                   |
| 43-та (2019) | • Маленькі руки                   | Les Petites mains                   | Ремі Альє                                      |
| 43-та (2019) | • «Брагіно»                       | Braguino                            | Клеман Кожитор                                 |
| 43-та (2019) | • «Галантна Індія»                | Les Indes galantes                  | Клеман Кожитор                                 |
| 43-та (2019) | • «Дозвольте мені танцювати»      | Laissez-moi danser                  | Валері Леруа                                   |
| 43-та (2019) | • «Капіталісти»                   | Kapitalistis                        | Пабло Муньйос Гомес                            |